# Mollie Kyle
Mollie Kyle, conosciuta anche come Mollie Cobb e Mollie Burkhart (nazione Osage, 1º dicembre 1886 – nazione Osage, 16 giugno 1937) è stata una donna nativa americana di etnia Osage, ereditiera delle fortune della famiglia, divenuta nota per essere sopravvissuta alla strage degli Osage.
La sua vicenda attirò l’attenzione della stampa durante il processo a William King Hale, ed in tempi recenti è stata interpretata da Lily Gladstone nel film Killers of the Flower Moon (2023).
Nata nel 1886 nella Nazione Osage, Mollie frequentò una scuola cattolica e si convertì successivamente al cattolicesimo. Nel 1917 sposò Ernest Burkhart, ma negli anni successivi gran parte della sua famiglia fu assassinata nell'ambito di un piano criminale legato a un'eredità, orchestrato dallo zio di Ernest, William King Hale. Affetta da diabete, Mollie sopravvisse a un tentativo di avvelenamento e divorziò da Ernest nel 1926. Due anni dopo si risposò e morì nel 1937.

## Biografia
Mollie Kyle nacque il 1º dicembre 1886 nella Nazione Osage, all'epoca parte del Territorio Indiano (oggi contea di Osage, Oklahoma), da James Cue Kyle e Lizzie Q. Kyle. Crebbe a Gray Horse e fu costretta a frequentare una scuola cattolica a Pawhuska. Era cattolica e parlava sia l’inglese che l’osage. Già nei primi anni del Novecento, Mollie era diventata benestante grazie alla sua quota ereditaria Osage (i cosiddetti headright), ma fu dichiarata legalmente "incompetente" secondo le leggi federali che regolavano la gestione dei beni dei nativi americani, il che la costrinse ad avere un tutore legale designato dal governo.
A soli 15 anni, Mollie sposò Henry Roan in un matrimonio tradizionale e combinato secondo i costumi osage. Tuttavia, poco dopo, entrambi furono mandati in collegio e finirono per sposare altre persone.

## La strage degli Osage
Nel 1917, Mollie sposò Ernest Burkhart, nipote di William King Hale. La coppia ebbe tre figli: Elizabeth, James e Anna, quest’ultima morta da bambina a causa della pertosse. Dopo il matrimonio, Ernest e suo zio Hale cospirarono per uccidere la famiglia di Mollie con l’obiettivo di appropriarsi delle loro quote ereditarie osage, dando così inizio a quella che sarebbe diventata nota come strage degli Osage.
Nel 1918, sua sorella Minnie Smith morì a causa di una "malattia debilitante", che oggi si ritiene fosse in realtà avvelenamento. Nel maggio del 1921, un’altra sorella, Anna Brown, fu trovata uccisa con un colpo d’arma da fuoco. Il mese successivo morì anche la madre di Mollie. Nel 1923, sua sorella Rita Smith, il marito di quest’ultima, Bill Smith, e la loro domestica morirono in un’esplosione. Nello stesso anno fu assassinato anche suo cugino, Henry Roan.
Le indagini riuscirono infine a collegare gli omicidi a Ernest e a Hale, che furono arrestati. Dopo l’arresto del marito, Mollie riuscì a guarire da una malattia simile a quella che aveva colpito sua sorella Minnie, e che oggi si ritiene anch’essa causata da avvelenamento. Divorziò da Ernest nel 1926, dopo che lui confessò il proprio coinvolgimento nei delitti.

## Ultimi anni e morte
Nel 1928, Mollie sposò John Cobb. Qualche anno dopo, nel 1931, riuscì a riacquistare il pieno controllo del patrimonio di famiglia, vincendo una causa.
Mollie morì il 16 giugno 1937 e fu sepolta nel cimitero del villaggio indiano di Grayhorse, nella contea di Osage.

## Nella cultura popolare
Mollie Kyle è interpretata da Lily Gladstone nel film Killers of the Flower Moon (2023) diretto da Martin Scorsese, che racconta proprio gli omicidi degli Osage.